# Ōkawa
Pour les articles homonymes, voir Okawa.
Ōkawa (大川市, Ōkawa-shi) est une ville située dans la préfecture de Fukuoka, sur l'île de Kyūshū, au Japon.

## Géographie

### Situation
Ōkawa est située dans le sud de la préfecture de Fukuoka, à la frontière avec la préfecture de Saga.

### Démographie
En juin 2022, la population d'Ogōri s'élevait à 32 562 habitants, répartis sur une superficie de 33,62 km2.

### Hydrographie
Ōkawa est traversée à l'ouest par le fleuve Chikugo.

## Histoire
Ōkawa a acquis le statut de ville en 1954.

## Culture locale et patrimoine
- Pont levant de la rivière Chikugo.

## Jumelage
La ville est jumelée avec Pordenone en Italie.

## Personnalités liées à la municipalité
Le compositeur Masao Koga est né à Ōkawa, le 18 novembre 1904.